# Irvine (Kentucky)
Pour les articles homonymes, voir Irvine.
La ville de Irvine (prononcé localement [ˈɜːrvən] ou [ˈɜːrvaɪn]) est le siège du comté d'Estill, dans l’État du Kentucky, aux États-Unis. Sa population s’élevait à 2 715 habitants lors du recensement de 2010, estimée à 2 398 habitants en 2016.